# نیکسون کیپروتیچ
نیکسون کیپروتیچ (انگلیسی: Nixon Kiprotich؛ زادهٔ ۴ دسامبر ۱۹۶۲) ورزشکار دو و میدانی اهل کنیا است.
وی در مسابقات کشوری و بین‌المللی در مجموع برندهٔ ۱ مدال نقره شده‌است.